# NGC 5341
NGC 5341 é uma galáxia espiral barrada (SBd) localizada na direcção da constelação de Canes Venatici. Possui uma declinação de +37° 49' 01" e uma ascensão recta de 13 horas, 52 minutos e 32,1 segundos.
A galáxia NGC 5341 foi descoberta em 24 de Março de 1857 por William Parsons.